# Apa Sahib

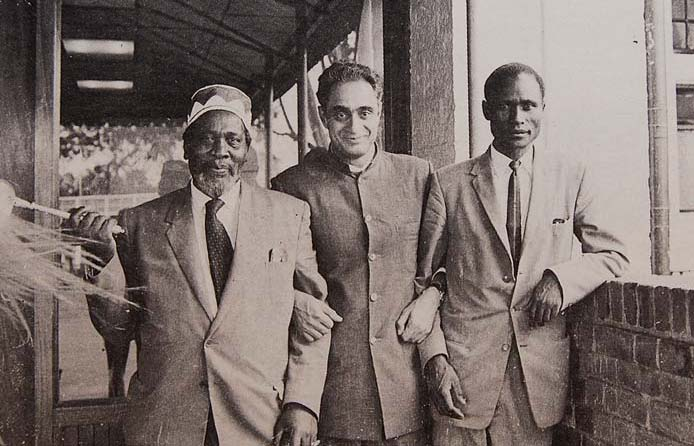
El líder keniano Jomo Kenyatta (1892-1978), que sostiene un chámara para abanicarse y espantar insectos, el embajador Apa Sahib y el líder keniano Achieng Oneko (1920-2007), en esa época amigo de Kenyatta. Fotografía de 1948-1952.

Parshuram Rao Panta, alias Apa Sahib (Aundh, 11 de septiembre de 1912 - Pune, 5 de octubre de 1992) fue un político y escritor indio.
Era el hijo mayor de Bala Sahib Pratinidhi (1868-1951), y posiblemente el causante del equívoco acerca de la antigüedad de la secuencia de ejercicios de yoga Suria-namaskar.

## Estudios
Estudió derecho en la Universidad de Bombay (en Bombay), donde obtuvo un título BA (Bachelor of Arts: ‘licenciatura’) en Derecho ―para ejercer el título de abogado― y en la Universidad de Oxford, donde obtuvo un título MA (Master of Arts: ‘maestría’) también en Derecho.
Obtuvo permiso para ejercer como abogado en la Corte antes de su retorno a India en 1937.
En los siguientes diez años se involucró en un inusual experimento constitucional, por el cual su padre Bala Sahib ―auxiliado por Mahatma Gandhi y Maurice Frydman― le traspasó gradualmente su poder monárquico al pueblo de Aundh como una prueba temprana de autogobierno ―al nivel de una pequeña ciudad― en la India británica.

## Cargos públicos
- 1937: abogado (Lincoln’s Inn).[3]
- 1944 a 1948: ministro de Educación y último primer ministro del antiguo estado de Aundh. En 1948 Aundh se unió a la recién creada República de la India).[3]
- 1948: miembro del AICC (All India Congress Committee).[1]
- 1948-1954: comisionado por el primer ministro de la India, Jawaharlal Nehru en África Oriental Británica.[3]
- noviembre de 1950: cónsul general en Congo Belga y Ruanda-Burundi.[1]
- diciembre de 1950: comisionado para África Central y Niasalandia.[1]
- 1954: recibió el premio Padma Shri.[1]
- 1954-1955: oficial del Ministerio de Asuntos Exteriores de la India.[1]
- 1951-1961: oficial político en Sikkim y Bután, con control sobre las misiones indias en el Tíbet.[3] En noviembre de 1956, cuando el dalái lama ―el derrocado rey de Nepal― y la delegación tibetana cruzaron la frontera de Sikkim desde Nepal, fueron recibidos por el chogyal de Sikkim, Tashi Namgyal, y por el representante de la India en Sikkim, Apa Pant.[3] Durante los siguientes tres meses Apa Pant estuvo a cargo de organizar el viaje del dalái lama por toda la India, visitando lugares de peregrinación, y también ayudando al rey tibetano a solicitar apoyo extranjero para recuperar su reino en Nepal.[3]
- 1961-1964: embajador indio en Indonesia.[1]
- 1964-1966: embajador indio en Noruega.[1]
- 1966-1969: embajador indio ante la República Árabe Unida (Egipto y Siria).[1]
- 1972-1975: embajador indio en Roma (Italia).[1]
- 1969-1972: alto comisionado en Londres (Reino Unido).[1]

## Obras
- 1965: Tensions and Tolerance.
- 1968: Aggression and Violence: Gandhian Experiments to fight them.
- 1968: Yoga (edición árabe).
- 1969: Surya Namaskar (edición italiana); tiene poca diferencia con el texto de su padre, pero le adjudica a la famosa serie de asanas una antigüedad probablemente inventada por él para darle más interés y peso.
  - Das Sonnengebet (‘la oración al Sol’), edición alemana.[3]
- 1973: Mahatma Gandhi: A Moment in Time.
- 1976: Mandala, An Awakening.
- 1978: Progress, Power, Peace and India.
- 1981: Survival of the Individual.

En 1942 se casó con la médica Nalini Raje, que lo acompañó en sus años en África, y con quien tuvo tres hijos.
Sus intereses incluían el yoga, la fotografía, el vuelo sin motor, el tenis y el esquí.
El 15 de mayo de 1988, la Universidad de Siracusa le otorgó un doctorado honoris causa en Derecho.
Pant y su esposa Nalini viajaron desde India, y su Aniket, acompañado por su familia, viajó desde su hogar en Canadá.
Cuatro años después, Pant sufrió un ataque cardíaco en su casa en Pune. No quiso cambiar su dieta india ―basada en el ghi (mantequilla clarificada) y los alimentos fritos― ni aceptó medicamentos para su enfermedad, ya que afirmaba que desde hacía varias décadas cada día había seguido el mejor de los ejercicios cardiovasculares: el surianamaskar creado por su padre.
Falleció dos meses después, el 5 de octubre de 1992, a los 80 años.